# Brantołka
Brantołka – przysiółek wsi Rudy, w Polsce, w województwie śląskim, w powiecie raciborskim, w gminie Kuźnia Raciborska.

## Historia
Dawna osada fabryczna założona przez Cystersów w XVI wieku, funkcjonowały tam najpierw fryszerki i kuźnica, a później fabryka drutu i huta.